# Pieter Lastman

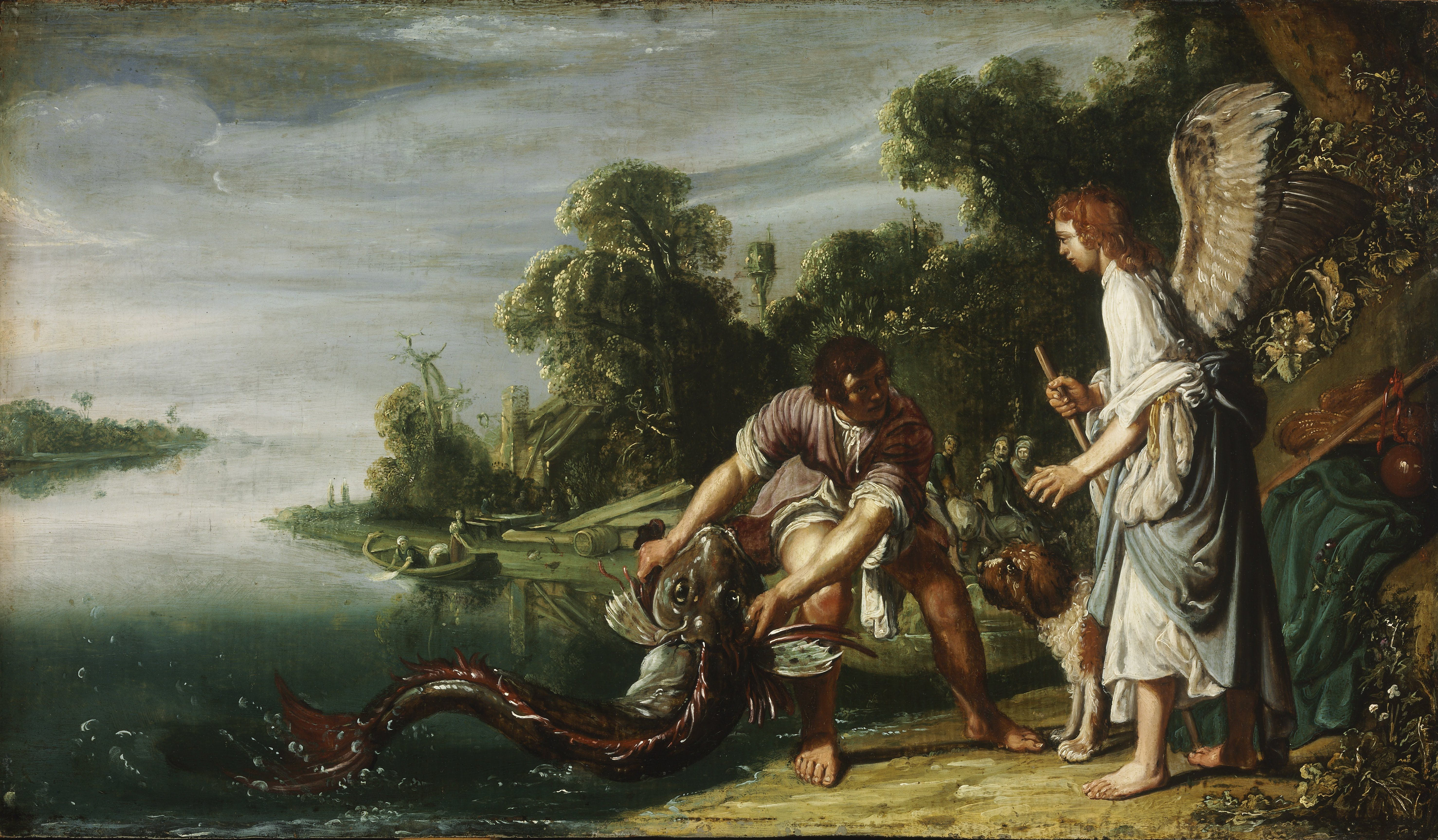
El ángel y Tobías con el pez, 1625, óleo sobre tabla, Museo de Bellas Artes de Budapest.

Pieter Lastman (Ámsterdam, 1583-1633) fue un pintor neerlandés de la época barroca. Se recuerda a Lastman, sobre todo, porque entre sus alumnos estuvieron Rembrandt (hacia 1622-1623) y Jan Lievens. 

## Biografía

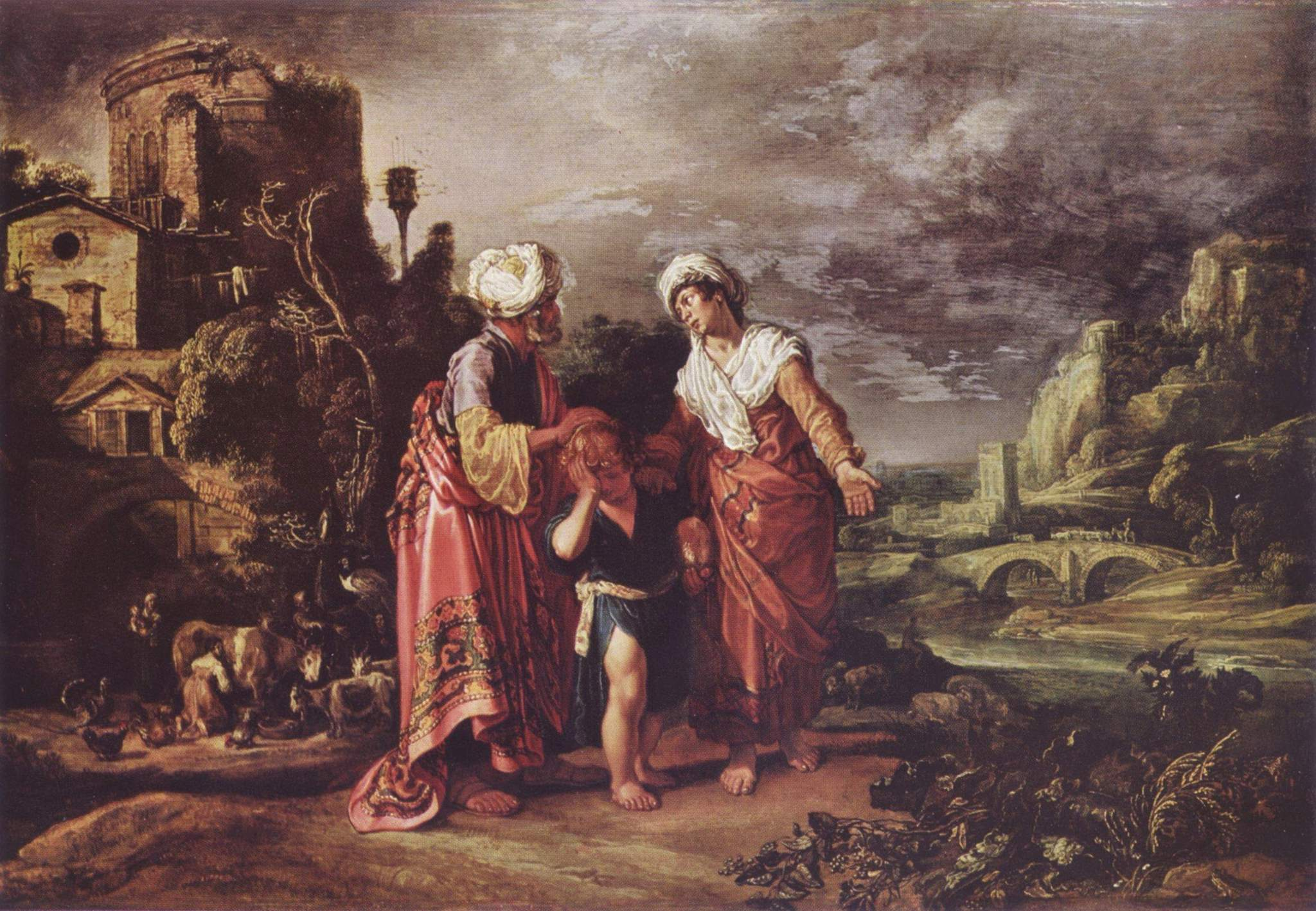
La despedida de Agar, 1612, sobre madera, Kunsthalle de Hamburgo.

Pieter Lastman era hijo de un correo, que fue despedido en 1578 por pemanecer fiel al catolicismo. Su madre apreciaba grandemente la pintura. 
Su aprendizaje se produjo con Gerrit Sweelinck, hermano de Jan Pieterszoon Sweelinck y que, a su vez, había sido aprendiz de Cornelis van Haarlem; por esta vía llegan a su obra las influencias de la antigua escuela de pintura de Haarlem. Pero tuvo mayor importancia el viaje que hizo, aproximadamente entre 1604 y 1607, a Italia. Allí descubrió la obra de Caravaggio (lo mismo que los pintores de la Escuela de Utrecht unos pocos años más tarde), de los Carracci y de Adam Elsheimer, quien le influyó en el paisaje y el modelado de las figuras. De vuelta a Ámsterdam, se trasladó con su madre a Sint Antoniesbreestraat, viviendo cerca del Geurt van Beuningen. Lastman no se casó nunca, aunque estuvo prometido con la hermana de Gerbrand Adriaensz Bredero. Debido a su salud, Lastman se fue a vivir con su hermano en 1632. 
Debido a que Rembrandt nunca visitó Italia, es muy probable que recibiera la influencia del caravagismo (por ejemplo, en el claroscuro) a través, principalmente, de Lastman. 

## Obra

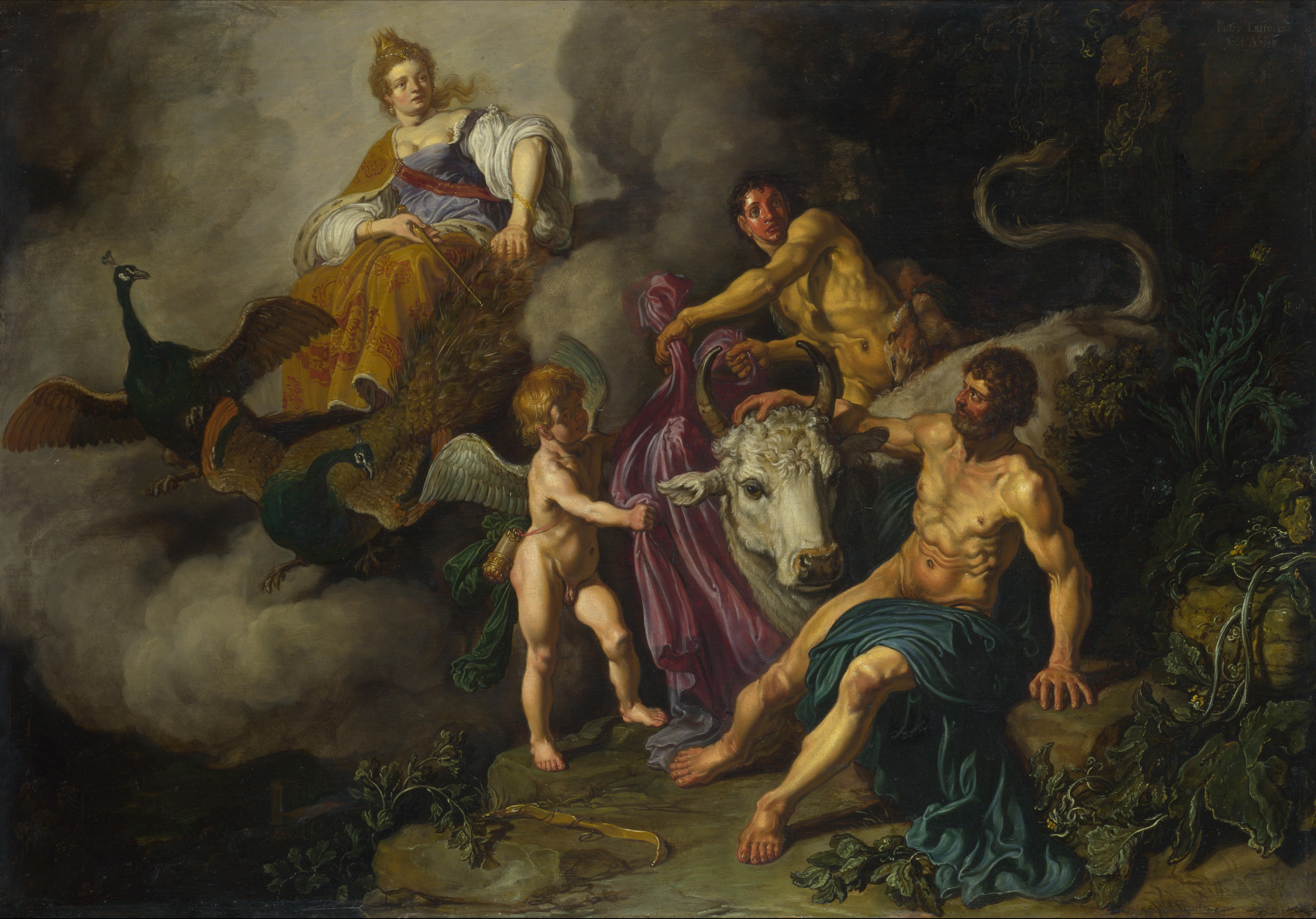
Juno descubriendo a Júpiter con Ío, 1618, óleo sobre roble, National Gallery de Londres.

Lastman cultivó el género de la pintura de historia, con temas mitológicos  (Juno descubriendo a Júpiter con Ío) y bíblicos. Presenta paisajes inspirados en la Antigüedad clásica. En sus cuadros, Lastman prestó gran atención a las caras, manos y pies de las figuras; mostró gran interés en la búsqueda de efectos lumínicos originales y en la captación de ambientes crepusculares, tormentosos o sombríos.